# SMS Dresden (1907)
O SMS Dresden foi um cruzador rápido operado pela Marinha Imperial Alemã e a primeira embarcação da Classe Dresden, seguido pelo SMS Emden. Sua construção começou em 1906 nos estaleiros da Blohm & Voss em Hamburgo e foi lançado ao mar em outubro de 1907, sendo comissionado na frota alemã em novembro do ano seguinte. Era armado com uma bateria principal composta por dez canhões de 105 milímetros em montagens únicas, tinha um deslocamento carregado de mais de quatro mil toneladas e alcançava uma velocidade máxima de 23 nós.
O Dresden teve um início de carreira tranquilo e sem grandes incidentes. Ele visitou os Estados Unidos em 1909 e pelos três anos seguintes atuou como parte das forças de reconhecimento da Frota de Alto-Mar. Foi transferido para a Divisão Mediterrânea em 1913 e depois para a América do Norte para proteger cidadãos alemães durante a Revolução Mexicana. Ele deveria voltar para a Alemanha em 1914, mas foi impedido pelo início da Primeira Guerra Mundial. Em vez disso, o Dresden atuou como corsário na América do Sul antes de se juntar à Esquadra da Ásia Oriental.
O navio participou da Batalha de Coronel em novembro e no mês seguinte da Batalha das Malvinas, sendo o único navio alemão que conseguiu escapar desta última. Fugiu dos seus perseguidores britânicos por vários meses até parar em março de 1915 na Ilha Robinson Crusoe. Foi emboscado por navios britânicos, que violaram a neutralidade chilena e iniciaram a Batalha de Más a Tierra. O navio foi deliberadamente afundado e a maior parte de sua tripulação ficou internada no Chile até o final da guerra. Seus destroços permanecem naufragados no porto.

## Características

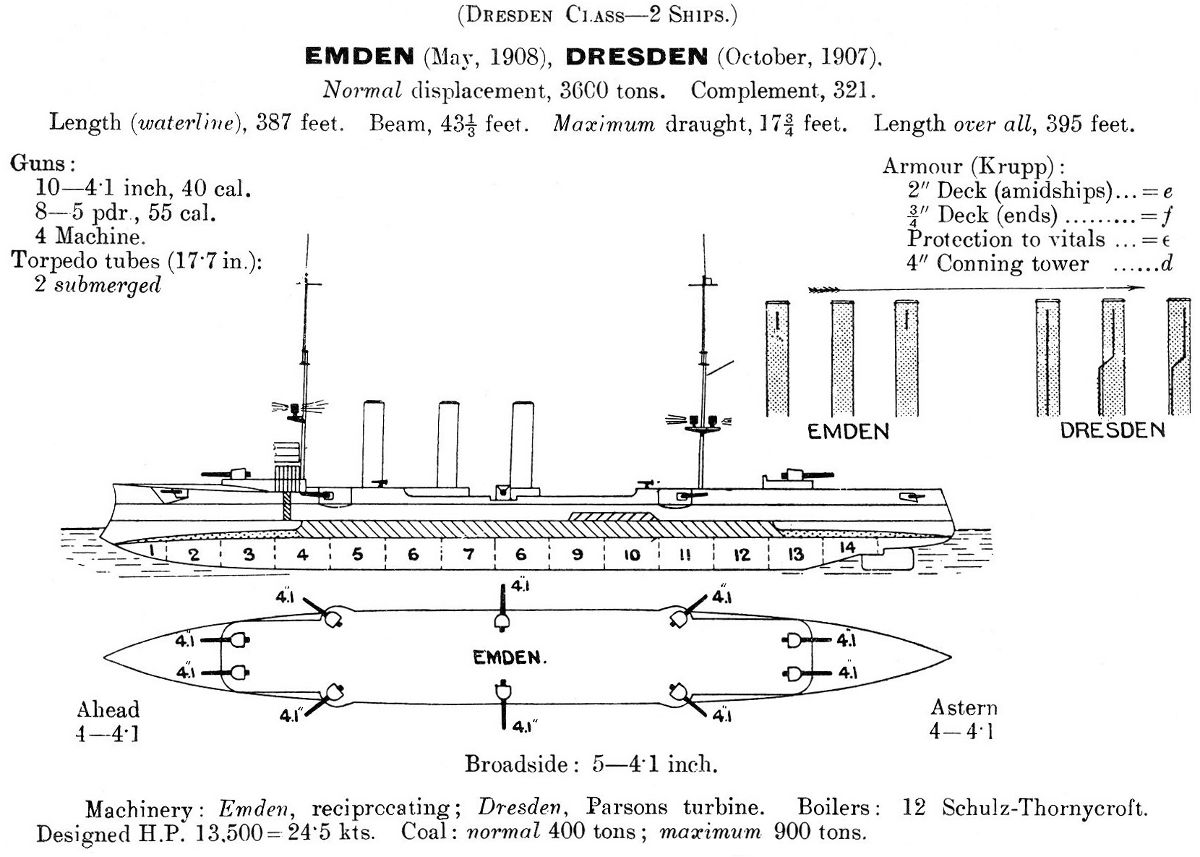
Desenho da Classe Dresden

A Lei Naval de 1898 autorizou a construção de trinta cruzadores rápidos para a Marinha Imperial Alemã. O programa começou com a Classe Gazelle, seguida pela Classe Bremen e Classe Königsberg, que incorporaram melhoramentos incrementais no decorrer de suas construções. A Classe Dresden foi alocada para o ano fiscal de 1906 e sua principal alteração em relação a suas predecessoras foi a adição de uma caldeira a mais com o objetivo de aumentar a potência do sistema de propulsão.
O Dresden tinha 118,3 metros de comprimento de fora a fora, uma boca de 13,5 metros e um calado de 5,53 metros à vante. Tinha um deslocamento normal de 3 664 toneladas e um deslocamento carregado de 4 268 toneladas. Seu sistema de propulsão tinha doze caldeiras de tubos d'água que alimentavam duas turbinas a vapor Parsons. Este sistema tinha uma potência indicada de 15 003 cavalos-vapor (11 032 quilowatts) para uma velocidade máxima de 24 nós (44 quilômetros por hora). Podia carregar 860 toneladas de carvão para uma autonomia de 3,6 mil milhas náuticas (6,7 mil quilômetros) a catorze nós (26 quilômetros por hora). Sua tripulação era formada por dezoito oficiais e 343 marinheiros.
O armamento principal consistia em dez canhões calibre 40 de 105 milímetros em montagens únicas. Duas armas ficavam posicionadas lado a lado no castelo de proa, seis ficavam à meia-nau com três em cada lateral, enquanto outras duas ficavam lado a lado à ré. A bateria secundária era formada por oito canhões calibre 55 de 52 milímetros. Também haviam dois tubos de torpedo de 450 milímetros montados no convés, um em cada lateral. A embarcação era protegida por um convés blindado com uma espessura máxima de oitenta milímetros. A torre de comando tinha laterais de cem milímetros, enquanto os canhões principais eram protegidos por escudos de cinquenta milímetros.

## Carreira

### Tempos de paz

#### Serviço em casa

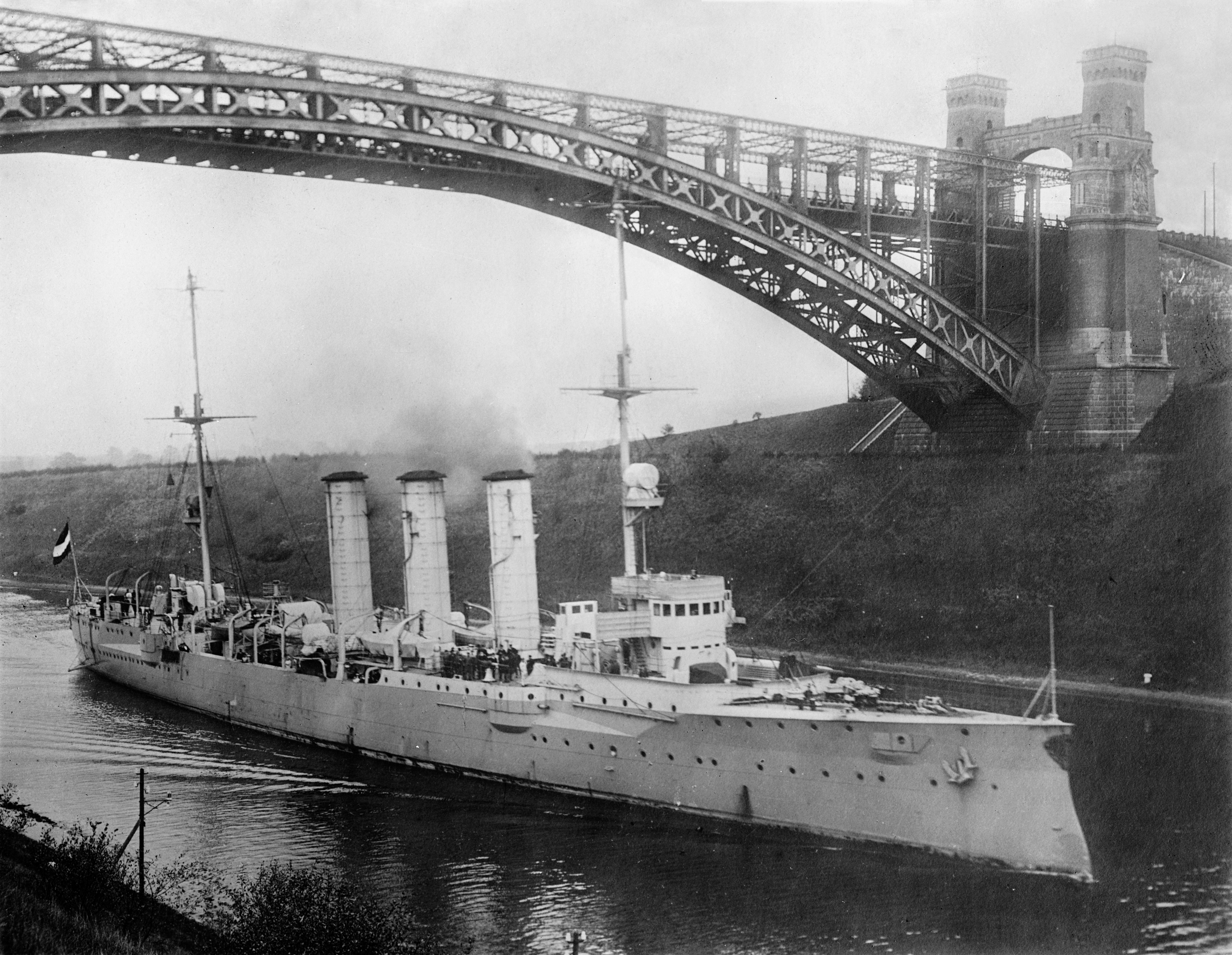
O Dresden atravessando o Canal Imperador Guilherme c. 1908–09

O Dresden foi encomendado sob o nome provisório de Ersatz Comet, um substituto do aviso SMS Comet. Seu batimento de quilha ocorreu em 1906 nos estaleiros da Blohm & Voss em Hamburgo e foi lançado ao mar em 5 de outubro de 1907. Foi batizado por Otto Beutler, supremo burgomestre da cidade de Dresden. A equipagem começou em seguida e o navio foi comissionado na Frota de Alto-Mar em 14 de novembro de 1908. Iniciou os seus testes marítimos, mas colidiu e afundou o veleiro sueco Cäcilie em 28 de novembro próximo de Kiel. O eixo de sua hélice de estibordo foi empurrado em trinta milímetros, necessitando de seis meses de reparos. Retomou seus testes marítimos em 1909, mas um acidente em uma turbina exigiu mais reparos que duraram até setembro.
Seus testes marítimos foram declarados completos em 7 de setembro, mesmo com alguns testes ainda não tendo sido realizados, pois ele deveria ir para os Estados Unidos. O motivo era representar a Alemanha na Celebração Hudson–Fulton em Nova Iorque. Viajou acompanhado dos cruzadores protegidos SMS Hertha e SMS Victoria Louise e do cruzador rápido SMS Bremen. O Dresden deixou Wilhelmshaven em 11 de setembro e parou em Newport no Reino Unido, onde se encontrou com as outras embarcações da esquadra. Eles chegaram em Nova Iorque no dia 24, permanecendo no local até 9 de outubro, retornando para a Alemanha no dia 22.
O Dresden se juntou às forças de reconhecimento da Frota de Alto-Mar, com os dois anos seguintes consistindo na rotina normal de tempos de paz de exercícios em esquadra, cruzeiros de treinamento e exercícios anuais da frota. Ele colidiu em 16 de fevereiro de 1910 com o cruzador rápido SMS Königsberg. A colisão causou danos significativos ao Dresden, porém ninguém em nenhum dos navios ficou ferido. Retornou para Kiel a fim de passar por reparos, que duraram oito dias. O navio visitou Hamburgo entre 13 e 17 de maio. De 14 a 20 de abril de 1912 foi temporariamente transferido para a Esquadra de Treinamento junto com o cruzador blindado SMS Friedrich Carl e o cruzador rápido SMS Mainz. O Dresden venceu o Prêmio de Tiro, presenteado pelo imperador Guilherme II, para excelência de artilharia entre os cruzadores rápidos da frota pelo anos de 1911–12. Entre setembro de 1912 e setembro de 1913 seu oficial comandante foi o capitão de fragata Fritz Lüdecke, que voltaria ao comando na Primeira Guerra Mundial.

#### Serviço internacional

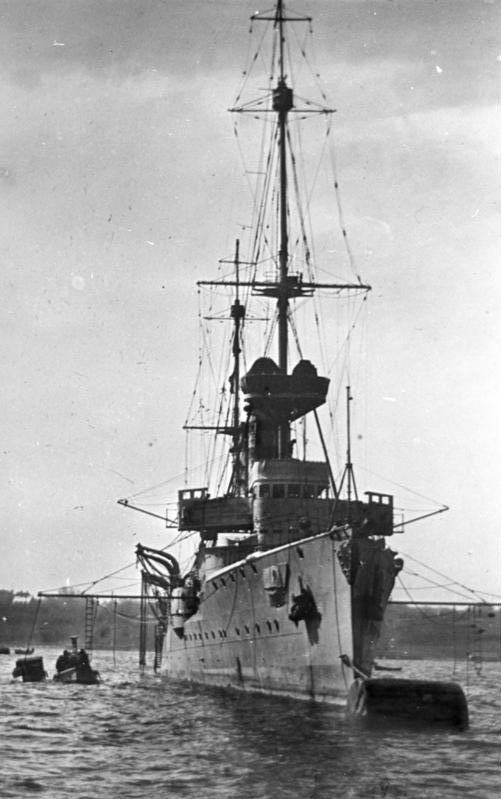
O Dresden c. 1909

O navio e o cruzador rápido SMS Strassburg deixaram Kiel em 6 de abril de 1913 rumo ao Mar Adriático, onde se juntaram à Divisão Mediterrânea, que tinha como peça central o cruzador de batalha SMS Goeben e era comandada pelo contra-almirante Konrad Trummler. Os navios navegaram pela região leste do Mar Mediterrâneo até o final de agosto, quando o Dresden recebeu ordens de voltar para a Alemanha. Chegou em Kiel em 23 de setembro e foi para o Estaleiro Imperial de Kiel passar por uma manutenção que durou até o final de dezembro. Estava programado para voltar ao Mediterrâneo, mas o Estado-Maior do Almirantado enviou o cruzador para a América do Norte com o objetivo de proteger os interesses alemães durante a Revolução Mexicana. O Bremen estava na América do Norte e deveria voltar para casa, mas seu substituto, o SMS Karlsruhe, ainda não tinha entrado em serviço. O Dresden, sob o comando do capitão de fragata Erich Köhler, partiu em 27 de dezembro e chegou em Veracruz em 21 de janeiro de 1914. Os Estados Unidos tinham enviado uma esquadra para a cidade, assim como outros países.
O Estado-Maior do Almirantado ordenou que o Hertha, que estava em um cruzeiro de treinamento para cadetes, se juntasse ao Dresden. O Bremen também foi chamado de volta a fim de reforçar o contingente naval alemão; ao chegar foi encarregado de transferir europeus para transatlânticos da Hamburg-Amerika Linie. O Dresden e o cruzador protegido britânico HMS Hermione resgataram novecentos cidadãos estadunidenses presos em um hotel de Vera Cruz e os transferiram para navios dos Estados Unidos. O cônsul alemão na Cidade do México pediu por forças adicionais, assim o Dresden enviou uma equipe de desembarque formada por um suboficial júnior e dez marinheiros armados com duas metralhadoras MG 08. O navio foi para Tampico no Golfo do México em 15 de abril. Neste mesmo mês o navio mercante alemão SS Ypiranga chegou levando um carregamento de armas pequenas para o regime do ditador mexicano Victoriano Huerta. Os Estados Unidos tinham emposto um embarco de armamentos em uma tentativa de reduzir a violência da guerra civil. A Marinha dos Estados Unidos interceptou o Ypiranga no dia 21. O Dresden confiscou o navio, colocando-o para transportar refugiados alemães para fora do México. Apesar do embarco, os alemães entregaram em 28 de maio as armas e munições para o governo mexicano.
O regime de Huerta caiu em 20 de julho e o Dresden levou o ditador, o secretário da guerra e marinha Aureliano Blanquet e suas famílias para Kingston, na Jamaica, onde os britânicos tinha lhe concedido asilo. Chegou no dia 25 e Köhler descobriu que as tensões políticas na Europa tinham crescido durante a Crise de Julho. Neste altura o Dresden precisava passar por manutenção na Alemanha, assim se encontrou no dia seguinte com seu substituto Karlsruhe em Porto Príncipe, no Haiti. Lüdecke, que tinha chegado no comando do Karlsruhe, trocou de lugar Köhler. O Estado-Maior do Almirantado inicialmente ordenou que o Dresden voltasse para casa, mas a ameaça de guerra cada vez maior fez com que a ordem fossem rescindida no dia 31, com Lüdecke em vez disso sendo instruído a se preparar para atuar como navio corsário no Oceano Atlântico.

### Primeira Guerra Mundial

#### Corsário independente

Mapa das movimentações dos diferentes navios da Esquadra da Ásia Oriental; o Dresden está marcado como roxo

Lüdecke foi para o sul e manteve silêncio no rádio a fim de manter sua presença em segredo. O Dresden recebeu um relatório na noite de 4 para 5 de agosto informando que o Reino Unido tinha declarado guerra contra a Alemanha. Lüdecke escolheu o Atlântico Sul como área de operações e navegou para próximo do litoral do Brasil. O cruzador parou um navio mercante britânico SS Drumcliffe na foz do rio Amazonas no dia 6. O capitão deste afirmou que não sabia que a guerra tinha começado e recebeu permissão de prosseguir ileso de acordo com as regras estabelecidas pela Convenção de Haia de 1907. O Dresden se encontrou com o carvoeiro alemão SS Corrientes. O cruzador foi para o Atol das Rocas em 12 de agosto e se encontrou com os navios mercantes SS Prussia, SS Baden e SS Persia. Depois disso seguiu para Trindade e no caminho encontrou o britânico SS Hyades, que foi afundado depois de sua tripulação ter sido embarcada no cruzador. O Dresden capturou o carvoeiro britânico SS Holmwood no dia 24 e também o afundou depois de evacuar a tripulação. Chegou em Trindade e se encontrou com a canhoneira SMS Eber e outros navios mercantes.
O cruzador capturou mais dois navios britânicos em 26 de agosto enquanto navegava próximo do estuário do rio da Prata, mas seus motores estavam em condições ruins e isto impediu mais operações. O Dresden parou na Ilha Hoste em 5 de setembro para realizar manutenção nos seus motores, permanecendo no local por onze dias. Neste meio tempo encontrou com o carvoeiro alemão SS Santa Isabel, que tinha partido de Punta Arenas e lhe deu notícias da guerra e que havia um movimentado tráfego mercante no litoral ocidental da América do Sul. Lüdecke assim decidiu seguir para o Oceano Pacífico e o navio cruzou o Estreito de Magalhães em 18 de setembro. No caminho encontrou o francês SS Ortega, mas Lüdecke não ordenou um ataque porque o navio tinha fugido para águas internacionais. Navegou pelo litoral do Chile e parou no Arquipélago Juan Fernández, onde fez contato por rádio com o cruzador rápido SMS Leipzig, que estava também operando na região. O Dresden não teve mais sucessos contra navios mercantes britânicos e se juntou em 12 de outubro à Esquadra da Ásia Oriental, que tinha atravessado o Pacífico e estava reabastecendo na Ilha de Páscoa. Esta esquadra era comandada pelo vice-almirante Maximilian von Spee. Lüdecke foi promovido no dia seguinte a capitão de mar.
O Dresden e a Esquadra da Ásia Oriental, que também tinha os cruzadores blindados SMS Scharnhorst e SMS Gneisenau e os cruzadores rápidos Leipzig e SMS Nürnberg, deixaram a Ilha de Páscoa em 18 de outubro e seguiram para o litoral da América do Sul. Chegaram na ilha de Más Afuera no dia 26. Na tarde seguinte escoltaram o cruzador auxiliar SS Prinz Eitel Friedrich e os navios mercantes SS Yorck e SS Göttingen até o Chile. Chegaram em Valparaíso em 30 de outubro e no dia seguinte Spee recebeu informações de que um cruzador britânico estava em Coronel. Ele decidiu emboscar o navio quando este fosse forçado a deixar o porto por causa da neutralidade do Chile, que permitia que um navio beligerante permanecesse atracado por apenas 24 horas. Spee não sabia que o navio, o cruzador rápido HMS Glasgow, estava junto com a 4ª Esquadra de Cruzadores do contra-almirante sir Christopher Cradock, que também tinha os cruzadores blindados HMS Good Hope e HMS Monmouth e o cruzador auxiliar HMS Otranto.

#### Batalha de Coronel

Mapa da Batalha de Coronel

A Esquadra da Ásia Oriental deixou Valparaíso na manhã de 1º de novembro, navegando rumo sul em direção de Coronel. O Leipzig avistou uma coluna de fumaça do cruzador da vanguarda por volta das 16h00min. Outros dois cruzadores foram avistados 25 minutos depois. As duas esquadras lentamente diminuíram a distância até os alemães abrirem fogo às 18h34min a 10,4 quilômetros. Os alemães enfrentaram seus opostos, com o Dresden disparando contra o Otranto. Este deu a volta depois da terceira salva do Dresden, que reivindicou um acerto que iniciou um incêndio, porém o navio britânico não relatou danos. O Dresden então passou a disparar contra o Glasgow, que também era o alvo do Leipzig. Os dois cruzadores alemães acertaram seu oponente cinco vezes.
Spee ordenou por volta das 19h30min que o Dresden e o Leipzig avançassem e lançassem um ataque de torpedos contra os danificados cruzadores blindados britânicos. O Dresden aumentou sua velocidade para se posicionar à proa dos britânicos e brevemente avistou o Glasgow enquanto este recuava, mas o navio oponente desapareceu na neblina e na escuridão cada vez maior. O Dresden então encontrou com o Leipzig, com os dois inicialmente achando que o outro era um inimigo. A tripulação do Dresden estava carregando um torpedo quando as duas embarcações confirmaram suas identidades. Os três cruzadores rápidos alemães foram empregados às 22h00min em uma linha para procurar os britânicos, mas sem sucesso. O Dresden saiu da batalha completamente ileso.
O Scharnhorst, Gneisenau e Nürnberg voltaram para Valparaíso dois dias depois para reabastecer suprimentos e para Spee poder consultar o Estado-Maior do Almirantado. Leis de neutralidade permitiam apenas três navios beligerantes em um porto ao mesmo tempo. O Dresden e o Leipzig permaneceram com os carvoeiros da esquadra em Más a Fuera. Todos os navios se reuniram novamente no dia 6 em Más a Fuera, com o Dresden e o Leipzig sendo destacados para visitarem Valparaíso, onde também reabasteceram. Os dois cruzadores rápidos chegaram em 12 de novembro e partiram no dia seguinte, retornando para o resto da esquadra no mar em 18 de novembro. Três dias depois ancoraram no Golfo de Penas, onde reabasteceram carvão. A Marinha Real Britânica enviou os cruzadores de batalha HMS Invincible e HMS Inflexible sob o comando do vice-almirante Doveton Sturdee para caçar os alemães. Eles deixaram o Reino Unido em 11 de novembro e chegaram nas Ilhas Malvinas em 7 de dezembro. No local se juntaram aos cruzadores blindados HMS Cornwall, HMS Kent e HMS Carnarvon, mais os cruzadores rápidos Glasgow e HMS Bristol.
A Esquadra da Ásia Oriental partiu para o Atlântico em 26 de novembro. Eles interceptaram em 2 de dezembro o navio canadense SS Drummuir, que estava transportando pouco mais de 2,7 mil toneladas de carvão de alta qualidade. Os alemães ancoraram na Ilha Picton na manhã seguinte, descarregando o carvão do Drummuir e o transferindo para seu navios auxiliares. Spee realizou uma reunião na manhã do dia 6 a bordo do Scharnhorst para discutir o que fazer em seguida. Ele, com o apoio dos capitães de mar Felix Schultz e Julius Maerker, os oficiais comandantes do Scharnhorst e Gneisenau, respectivamente, conseguiu argumentar a favor de atacar as Malvinas com o objetivo de destruir a estação de transmissão britânica no local e os depósitos de carvão. Lüdecke, o capitão de fragata Johannes Haun do Leipzig e o capitão de mar Karl von Schönberg do Nürnberg foram contra o plano, sendo a favor de ignorarem as Malvinas por completo e seguirem para a área de La Plata a fim de continuarem a atacar navios mercantes britânicos.

#### Batalha das Malvinas

Mapa da Batalha das Malvinas

Os alemães deixaram a Ilha Picton na tarde de 6 de dezembro e seguiram em direção das Malvinas. Deram a volta pela Terra do Fogo no dia seguinte e navegaram para o Atlântico, aproximando-se das Malvinas por volta das 2h00min. Spee destacou o Gneisenau e o Nürnberg três horas depois para desembarcarem um contingente de homens em terra. Os navios estavam se aproximando de Porto Stanley às 8h30min quando perceberam colunas espeças de fumaça saindo do porto. Ao se aproximarem rapidamente perceberam que havia uma esquadra muito mais poderosa do que imaginado preparando-se para partir. Spee imediatamente abortou a operação e virou para o leste a fim de fugir antes que os britânicos pudessem alcança-lo. O Gneisenau o Nürnberg se juntaram de novo ao resto da esquadra às 10h45min e os navios auxiliares foram destacados para procurarem abrigo nos labirintos de ilhas do Cabo Horn.
As embarcações britânicas partiram em perseguição e os dois cruzadores de batalha alcançaram os alemães às 12h50min. Sturdee deu ordem para abrir fogo um minuto depois contra o navio da retaguarda, o Leipzig. Spee ordenou que os três cruzadores rápidos tentassem escapar para o sul, dando a volta com o Scharnhorst e Gneisenau em uma tentativa de barrar a esquadra inimiga. Sturdee tinha previsto esta possibilidade e assim ordenou que seus cruzadores blindados e cruzadores rápidos perseguissem os três cruzadores rápidos alemães. O Invincible e o Inflexible rapidamente subjugaram os cruzadores blindados, destruindo-os e matando a maior parte de suas tripulações, incluindo Spee. O Dresden foi capaz de fugir de seus perseguidores com suas turbinas a vapor, tendo sido o único navio alemão a sobreviver à batalha. Lüdecke decidiu voltar para as ilhas da América do Sul com o objetivo de manter um suprimento constante de carvão.
O Dresden deu a volta pelo Cabo Horn em 9 de dezembro e retornou ao Pacífico. Neste mesmo dia ancorou na Baía de Sholl com apenas 160 toneladas de carvão restante. O tenente de mar Wilhelm Canaris conseguiu convencer o representante naval chileno da região a permitir que o navio permanecesse na área por 48 horas para poder reabastecer carvão suficiente para chegar em Punta Arenas. Chegaram em 12 de dezembro e receberam 750 toneladas de carvão de um navio alemão. O Estado-Maior do Almirantado tinha esperanças de que o Dresden pudesse voltar para a Alemanha, mas isto foi impedido pela condição ruim de seus motores. Lüdecke em vez disso decidiu tentar atravessar o Pacífico pela Ilha de Páscoa, Ilhas Salomão e Índias Orientais Neerlandesas para atacar navios mercantes no Oceano Índico. O cruzador embarcou mais 1,6 mil toneladas de carvão em 19 de janeiro de 1915. Partiu rumo ao Pacífico Sul em 14 de fevereiro e capturou no dia 27 a barca britânica Conway Castle ao sul de Más a Tierra. O transatlântico alemão SS Sierra Cordoba abasteceu o Dresden entre dezembro e fevereiro e o acompanhou até um último reabastecimento no Arquipélago Juan Fernández.
O navio encontrou uma neblina densa em 8 de março e assim desligou seus motores e ficou à deriva. Seus vigias conseguiram avistar o Kent também à deriva na neblina a aproximadamente quinze milhas náuticas (28 quilômetros) de distância. Os dois imediatamente ligaram seus motores, com o Dresden conseguindo escapar depois de uma perseguição de cinco horas. Este esforço acabou com seus estoques de carvão e sobrecarregou suas turbinas. Lüdecke decidiu que seu navio não era mais operacional, mas estava determinado a interná-lo e preservá-lo. Foi para Más a Fuera na manhã seguinte e ancorou na Baía Cumberland às 8h30min. No dia seguinte recebeu uma transmissão do Estado-Maior do Almirantado lhe dando permissão para que o Dresden fosse internado, assim Lüdecke informou as autoridades chilenas locais sobre sua intenção.

#### Batalha de Más a Tierra

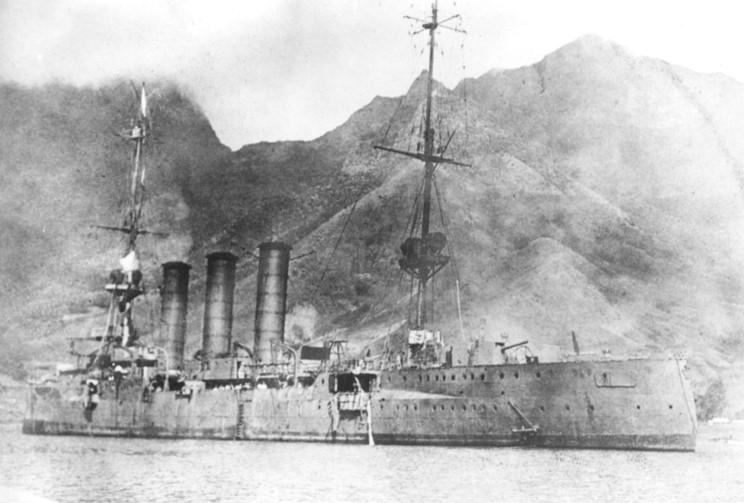
O Dresden hasteando uma bandeira branca momentos antes de afundar

O Kent e o Glasgow aproximaram-se da Baía Cumberland na manhã de 14 de março, com sua aparição sendo informada para o Dresden por um dos seus botes, que tinha sido enviado em patrulha na entrada da baía. O navio não podia se mexer pela falta de combustível e Lüdecke sinalizou que o cruzador não era mais um combatente. Os britânicos ignoraram a mensagem e também as embarcações chilenas que estavam se aproximando à medida que entrava na baía. O Glasgow abriu fogo, violando completamente a neutralidade do Chile; o Reino Unido já tinha informado o Chile previamente que navios de guerra britânicos iriam ignorar a lei internacional caso localizassem o Dresden em águas territoriais chilenas. O Kent também abriu fogo pouco depois e se juntou ao bombardeio. Os artilheiros alemães dispararam três vezes em resposta, mas os canhões rapidamente foram incapacitados pela artilharia inimiga.
Lüdecke transmitiu o sinal de "Estou enviando negociador" e despachou Canaris a bordo do bote, porém o Glasgow continuou o bombardeio. Lüdecke então hasteou uma bandeira branca em outra tentativa de parar o ataque, com o Glasgow desta vez cessando fogo. Canaris conseguiu subir a bordo para falar com o capitão John Luce, protestando veementemente contra a violação da neutralidade chilena. Luce simplesmente respondeu que estava cumprindo ordens e exigiu a rendição incondicional do Dresden. Canaris explicou que o navio já tinha sido internado pelo Chile e assim voltou ao cruzador, que neste meio tempo estava sendo preparado para ser deliberadamente afundado.
Uma carga de demolição detonou na proa às 10h45min e explodiu o depósito de munição de vante, com o Dresden emborcando para estibordo em meia hora. A proa danificada foi arrancada do resto da embarcação quando bateu no fundo do mar. Uma segunda carga detonou na sala de máquinas enquanto o casco deitava no fundo do mar.

### Consequências

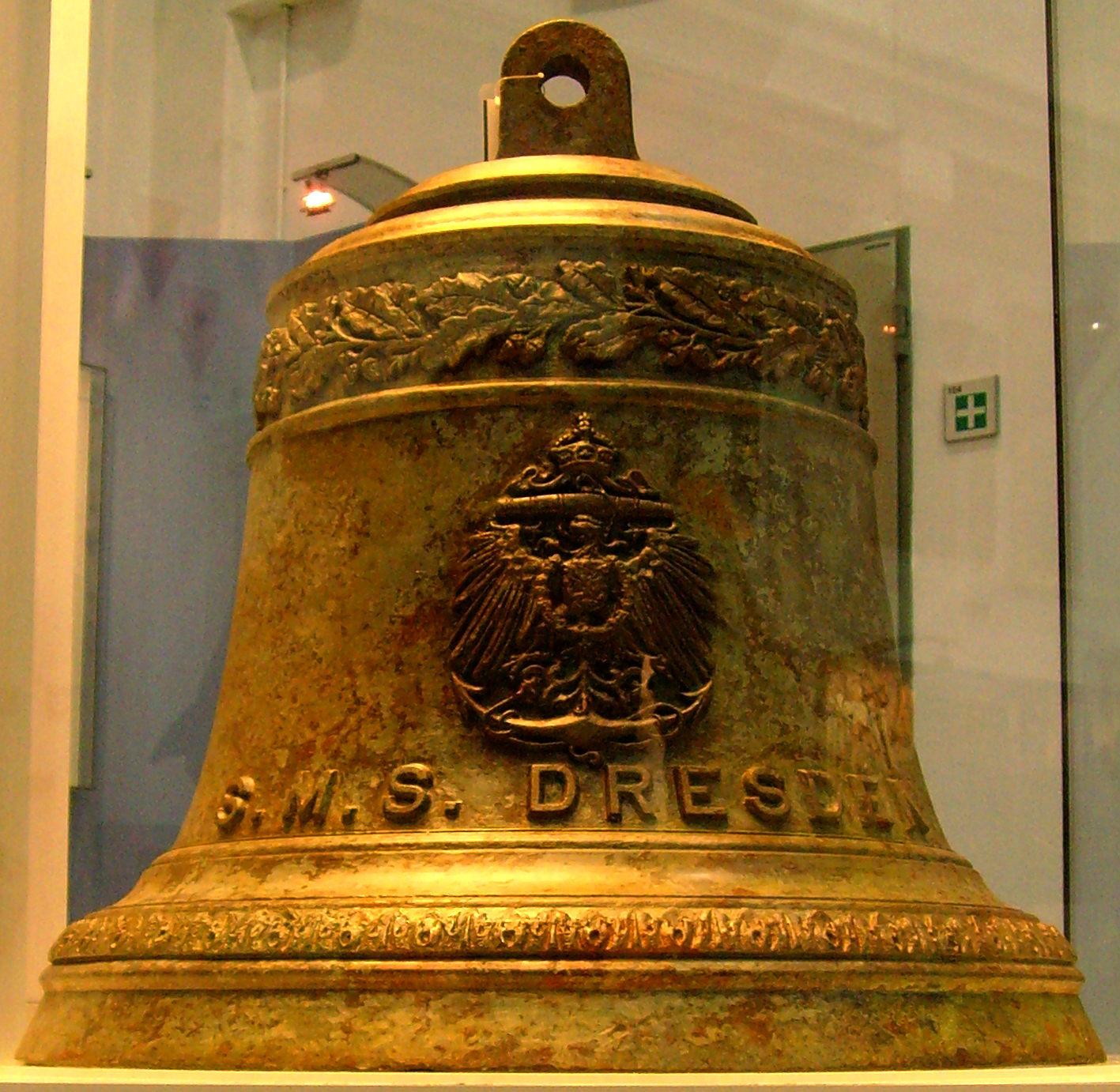
O sino recuperado do Dresden

A maior parte da tripulação conseguiu escapar, com apenas oito tendo sido mortos durante o ataque e outros 29 feridos. O cruzador auxiliar britânico HMS Orama transportou quinze tripulantes seriamente feridos para Valparaíso, onde quatro morreram. A destruição do Dresden deixou Lüdecke em choque, assim Canaris assumiu a responsabilidade pelo bem-estar da tripulação. Eles permaneceram em Más a Tierra por mais cinco dias até dois navios de guerra chilenos terem escoltado um navio de passageiros alemão para levá-los à Ilha Quiriquina, onde permaneceram internados pelo restante da guerra. Canaris conseguiu escapar do campo de internação em 5 de agosto e chegou na Alemanha exatos dois meses depois. Um pequeno grupo conseguiu escapar em 31 de março de 1917 a bordo da barca chilena Tinto, retornando para a Alemanha depois de uma viagem de 120 dias. O resto da tripulação só retornou para casa em 1920.
Os destroços do Dresden estão a uma profundidade de setenta metros. Foi realizada em 2002 uma inspeção dos destroços por uma equipe liderada pelo arqueólogo marinho James P. Delgado para um documentário produzido pela Agência Nacional Subaquática e Marinha. A equipe incluía o arqueólogo Willi Kramer, o primeiro alemão a visitar os destroços desde o naufrágio. O cruzador está deitado à estibordo apontando para o norte, em direção da praia. Os destroços estão muito danificados, com boa parte da superestrutura tendo sido arrancada da embarcação, incluindo a ponte de comando, mastros, chaminés e muitos dos canhões. A proa foi cortada pela carga de demolição e está de pé. A popa também está muito danificada, com o convés principal explodido e com muitos buracos de projéteis nas laterais. Parte dos danos na popa aparentemente foram infligidos por operações de salvamento não documentadas. Registros alemães afirmam que o Dresden estava transportando moedas de ouro da colônia da Baía de Kiauchau, com Delgado tendo especulado que o objetivo desta operação de salvamento era encontrar essas moedas. A bússola e várias bandeiras foram recuperadas em 1965 e devolvidas à Alemanha, estando na Escola Naval de Mürwik. O sino foi encontrado e recuperado em 2006, também tendo sido devolvido à Alemanha.